# HP Omnibook

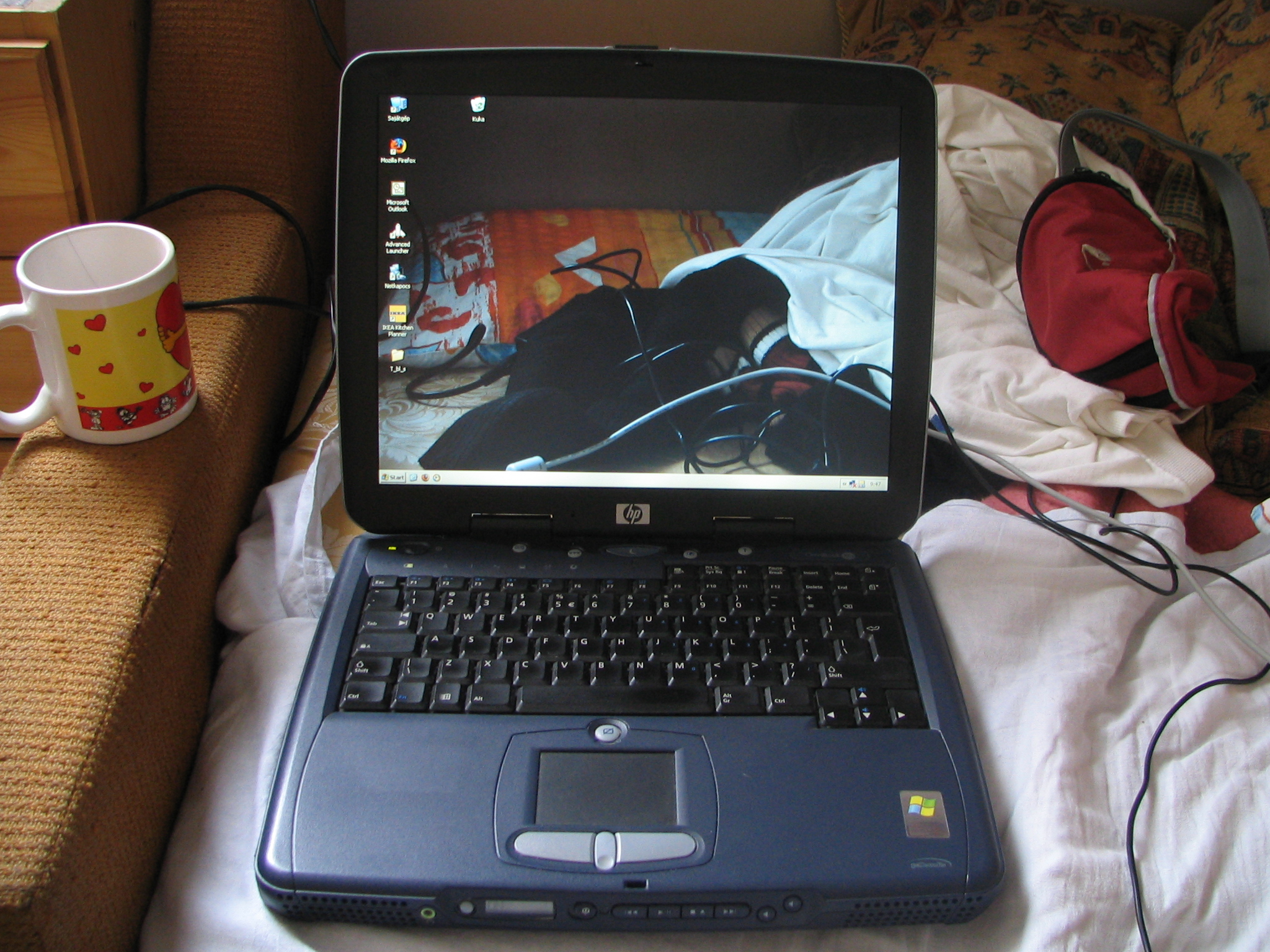
Moderní laptop HP OmniBook (OmniBook XE3)

HP Omnibook byla řada miniNotebooků firmy Hewlett Packard, která byla zpočátku (až do modelu Omnibook 800) vyvíjena divizí kalkulátorů Corvallis, stejně jako handheldy HP 95LX, HP 100LX, HP 200LX, HP 700LX, HP Omnigo.
Miniaturní subnotebooky s plnohodnotnou klávesnicí, a integrovanou "vystřelovací myší" (pop-up mouse).
Řada zahrnovala tyto modely:
- Omnibook 300 1994
  - Intel 386SXLV, 9palcový LCD displej s 16 odstíny šedé.
- Omnibook 425
  - Intel 486SLC/25, 9palcový LCD displej s 16 odstíny šedé.
- Omnibook 430
- Omnibook 500
- Omnibook 510
- Omnibook 530
- Omnibook 600
  - Intel 486DX4/75, 9,5palcový VGA displej s 256 barvami.
- Omnibook 800
  - Intel Pentium MMX/100, 133, 166 MHz, 10palcový SVGA displej s 65535 barev.

Další produkty používající název Omnibook již pocházejí z jiné divize HP.
- Omnibook 900
- Omnibook 2000
- Omnibook 2100
- Omnibook 3000
- Omnibook 4000
- Omnibook 4400
- Omnibook 4500
- Omnibook 5000
- Omnibook 5500
- Omnibook 5700
- Omnibook 6000
- Omnibook 6100
- Omnibook 6200
- Omnibook 7000
- Omnibook 7100
- Omnibook XE2
- Omnibook XE3

Řadu ukončila akvizice firmy Compaq.